# Pi Ceti
Désignations
Pi Ceti (π Ceti / π Cet) est une étoile binaire de la constellation équatoriale de la Baleine, située à la limite avec l'Éridan. Elle est visible à l'œil nu et sa magnitude apparente est de 4,24. Le système présente une parallaxe annuelle de 8,30 mas telle que mesurée par le satellite Hipparcos, ce qui permet d'en déduire qu'il est distant d'environ 120 pc (∼391 al) de la Terre. Il s'éloigne du Système solaire à une vitesse radiale héliocentrique de +15 km/s.

## Propriétés
Pi Ceti est une binaire spectroscopique à raies simples avec une orbite quasi-circulaire et une période de 7,45 ans. Le fait que le système possède une excentricité négligeable est surprenant pour une période aussi longue, et pourrait suggérer que la composante secondaire est une naine blanche qui a vu son orbite être circularisée durant un événement de transfert de masse.
L'étoile primaire, désignée Pi Ceti A, est une étoile de type B normale à qui on a donné une classification spectrale de B7 V ou B7 IV. Elle apparaît être très jeune — âgée de moins d'un million d'années — et pourrait toujours être sur la pré-séquence principale. L'étoile ne montre pas de champ magnétique mais elle émet un excès d'infrarouge.

## Nomenclature
π Ceti, latinisé Pi Ceti, est la désignation de Bayer du système. Il porte également la désignation de Flamsteedde 89 Ceti.
L'étoile formait, avec ε Cet, ρ Cet et σ Cet, l'astérisme d'Al Sufi dit Al Sadr al Ḳaiṭos, soit « la poitrine de la Baleine ».
Dans un mémorandum technique édité par la NASA en 1971, le Reduced Star Catalog Containing 537 Named Stars, les étoiles de cet astérisme sont ordonnées numériquement. Ainsi Pi Ceti porte le nom de Sadr al Kaitos IV.
En astronomie chinoise traditionnelle, Pi Ceti fait partie de l'astérisme de Tianyuan (en chinois 天苑, Tiān Yuàn), représentant des prairies célestes, et qui comprend, outre Pi Ceti, quinze étoiles de la constellation de l'Éridan dont la chaîne des Tau Eridani.